# 彼得·金 (化妝師)
彼得·金（英語：Peter King，1955年—）是一名英國電影化妝師。因在《魔戒三部曲：王者再臨》的工作而與理查·泰勒共同贏得第76屆奧斯卡獎的最佳化妝獎。

## 生平
彼得·金在多部英國電影及好萊塢電影中擔任化妝師。他曾參與設計2005年電影《金剛》中大猩猩金剛的造型。
彼得·金從2010年開始參與《魔戒》前傳《哈比人系列電影》的製作，並因2012年的《哈比人：意外旅程》再度獲提名奧斯卡最佳化妝獎及英國電影學院獎最佳化妝與髮型獎。彼得·金與設計團隊共為該片中的十三個矮人繪製了上千幅圖像。他說《哈比人》的製作比《魔戒》還要困難，「因為是高清晰和三維拍攝，一根毛髮不到位，就很難看」。

## 獲獎及提名
| 獎項     | 年份   | 類別       | 作品名               | 結果 |
| -------- | ------ | ---------- | -------------------- | ---- |
| 奧斯卡獎 | 2003年 | 最佳化妝獎 | 魔戒三部曲：王者再臨 | 獲獎 |
| 奧斯卡獎 | 2012年 | 最佳化妝獎 | 哈比人：意外旅程     | 提名 |

## 外部連結
- 彼得·金在互联网电影资料库（IMDb）上的資料（英文）
- 彼得·金在时光网上的簡介（简体中文）